# Thomas Stangassinger
Thomas Stangassinger (Hallein, 15. rujna 1965.) je bivši austrijski alpski skijaš. 
U 1990-im pripadao je slalomskoj eliti. Osvojio je srebrnu medalju u slalomu na SP u Saalbachu 1991. i brončanu medalju na SP u Morioki 1993. Najveći uspjeh u karijeri mu je naslov olimpijskog pobjednika u slalomu s Igara u Lillehammeru 1994. godine. 

## Pobjede u Svjetskom kupu
| Datum              | Skijalište       | Disciplina |
| ------------------ | ---------------- | ---------- |
| 3. prosinca 1989.  | Mont Sainte-Anne | Slalom     |
| 24. siječnja 1993. | Veysonnaz        | Slalom     |
| 28. studenog 1993. | Park City        | Slalom     |
| 16. siječnja 1994. | Kitzbühel        | Slalom     |
| 9. ožujka 1997.    | Shigakogen       | Slalom     |
| 22. studenog 1997. | Park City        | Slalom     |
| 18. siječnja 1998. | Veysonnaz        | Slalom     |
| 25. siječnja 1998. | Kitzbühel        | Slalom     |
| 28. studenog 1998. | Aspen            | Slalom     |
| 13. ožujka 1999.   | Sierra Nevada    | Slalom     |